# Christoph Zobel

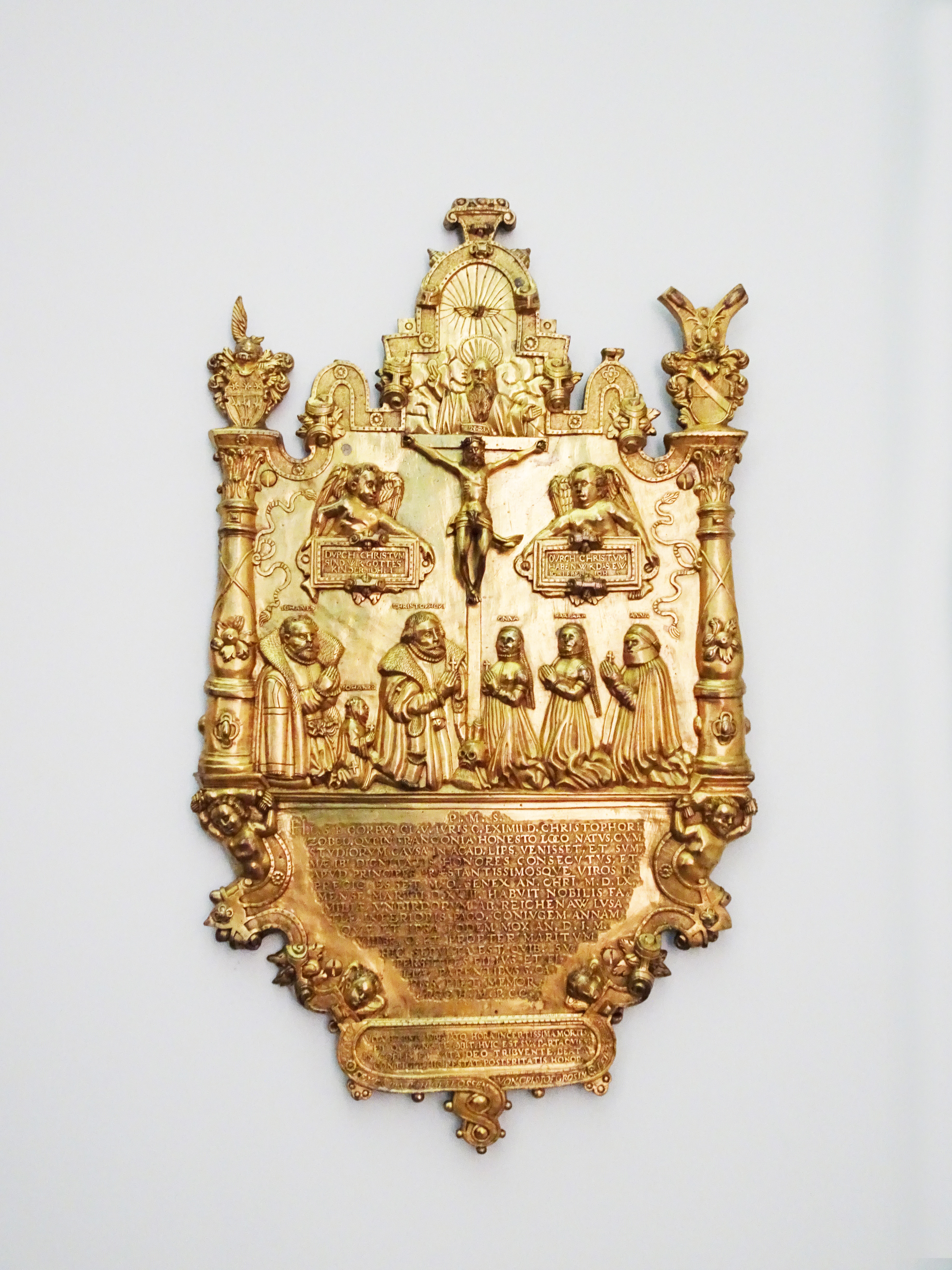
Epitaph in der Universitätskirche St. Pauli in Leipzig (2017)

Christoph Zobel (* 1499 in Würzburg; † 23. März 1560 in Leipzig) war ein deutscher Jurist.

## Leben
Christoph Zobels Vater, Friedrich Zobel, war Bürgermeister zu Ickelheim. Seine Mutter war Agnes Gruse. Christoph Zobel studierte an der Universität Leipzig Jura und erhielt dort den Doktor. Danach wurde er fürstlicher Rat und Professor der Rechte an der Universität Leipzig, was er bis zu seinem Lebensende blieb. Er war mit Anna Umwied von Reichenau verheiratet. Gemeinsam bekamen sie einen Sohn und zwei oder drei Töchter. Am 28. März 1560 verstarb Zobel in Leipzig und somit überlebte ihn seine Frau. Zobel und seine Frau wurden in der Paulinerkirche in Leipzig begraben; ihre Kinder errichteten dort eine Gedenktafel. Ein bekannter Schüler Zobels war sein Schwiegersohn Georg Menius, der Christoph Zobels Werke im Jahr 1560 zusammengefasst veröffentlichte. In den Jahren 1563, 1595 und 1614 wurde dieses Sammelwerk neu aufgelegt.